# Хенри Шести, Първа част (пиеса)
Хенри VI. Първа част (на английски: Henry VI, Part 1) е историческа пиеса от Уилям Шекспир, вероятно и с Кристофър Марлоу и Томас Наш, за която се смята, че е написана през 1591 г. и е изпълнявана по времето на Крал Хенри Шести от Англия. Докато Хенри VI. Втора част разглежда неспособността на краля да потуши препирните между неговите приближени благородници и неизбежността на въоръжения конфликт, а Хенри VI. Трета част поставя въпроса за ужаса от тези конфликти, Хенри VI. Първа част насочва вниманието към загубата на френските територии в Англия и политическите машинации, които довеждат до Войната на розите, тъй като английската политическа система се разкъсва от лични раздори и дребнава ревност.
Въпреки че трилогията „Хенри Шести“ може да не е написана в хронологичен ред, трите пиеси често биват групирани с „Ричард Трети“, за да формират тетралогията, която обхваща цялата сага на „Войната на розите“, от смъртта на Хенри Пети през 1422 г. до възхода на управлението на Хенри VII през 1485 г. Успехът на тази поредица от пиеси категорично затвърждава репутацията на Шекспир като драматург.
Някои смятат, че Хенри VI. Първа част е най-слабата от пиесите на Шекспир, и заедно с „Тит Андроник“, обикновено се счита за доказателство, че Шекспир си сътрудничи с други драматурзи в началото на кариерата си.

## Действащи лица
- Крал Хенри Шести – крал на Англия
- Херцог Глостър (Хъмфри) – чичо на краля и лорд-настойник
- Херцог Бедфорд (Джон) – чичо на краля и регент на Франция
- Херцог Ексетър (Томас Бофорт) – прачичо на краля
- Уинчестърският епископ – после кардинал (Хенри Бофорт) – прачичо на краля
- Граф (после херцог) Съмърсет (Джон Бофорт)
- Ричард Плантадженет (после херцог Йорк) – син на покойния Ричард, граф Кеймбридж
- Граф Уорик
- Граф Солзбъри
- Граф Съфък (Уилям де ла Пул)
- Лорд Толбът (после граф Шрузбъри)
- Джон Толбът – негов син
- Едмънд Мортимър (граф Марч)
- Сър Джон Фастолф
- Сър Уилям Гленздейл
- Сър Томас Гаргрейв
- Кметът на Лолндон
- Уудвил – комендант на Тауър
- Върнон – привърженик на Бялата роза (Йорк)
- Басет – привърженик на Алената роза (Ланкастър)
- Правник, Тъмничари, Папски Легат, Пратеници
- Дофинът Шарл – престолонаследник (после крал) на Франция
- Рение – Анжуйски херцог, с титла крал на Неапол
- Херцог Алансон
- Бургундският Дук
- Орлеанският Бастард
- Управителят на Париж
- Главен Артилерист на Орлеан
- Неговият син
- Началник на гарнизона в град Бордо
- Френски сержант
- Вратар на Овернската графиня
- Старец-овчар – баща на Жана
- Маргарита – дъщеря на Рение; после съпруга на Хенри VI
- Овернската графиня
- Жана (известна като Жана д’Арк)
- Лордове, посланици, пазачи на Тауър, часови, глашатаи, офицери, войници, пратеници, слуги, разузнавачи, духове.

## Сюжет
Пиесата започва с погребението на Хенри Пети, който неочаквано е умрял по време на управлението си. Като негови братя, херцозите на Бедфорд и Глостър, и неговият чичо, херцогът на Ексетър, оплакват смъртта му и изразяват своите съмнения дали неговият син (все още необученият наследник Хенри Шести) е способен да управлява страната в такива размирни времена, в ситуация на военни несгоди във Франция. Революция, водена от Дауфин Чарлз набира скорост и вече няколко големи града са загубени. Освен това, лорд Талбот, управител на двореца на Франция, е пленен. Осъзнавайки колко критично е времето, херцогът на Бедфорд веднага започва подготовка да се отправи към Франция и да поеме командването на армията, херцогът на Глостър остава да отговаря за териториите на Англия, а херцогът на Ексетър започва да подготвя младия Хенри за предстоящата му коронация.
Междувременно, в Орлеан, английската армия обсажда силите на Чарлз. В града, „Несретникът от Орлеан“ се приближава до Чарлз и му казва за млада жена, която твърди, че получава видения и знае как да завладеят Англия. Чарлз повиква жената при себе си, Жана ла Пучела (Орлеанската дева, Жана д‘Арк). За да изпробва нейната решителност, той я предизвиква на дуел. След като тя побеждава, той незабавно я назначава като главнокомандващ на армията. Извън града, новопристигналият херцог на Бедфорд се опитва да договори освобождението на Талбот, но Жана започва незабавна атака. Френските войски печелят, принуждавайки Англия да отстъпи, но Талбот и херцогът на Бедфорд подготвят скрита атака в града, стигайки до неговите стени и така принуждават френските лидери да избягат.
В Англия, една дребна кавга между Ричард Плантагенет и херцогът на Съмърсет е придобила гласност до толкова, че ангажира целия съд. Ричард и херцогът на Съмърсет искат от своите приближени благородници да заемат страната на единия от тях, като ги молят да вдигнат съответно червена или бяла роза, с която да оповестят своето решение. Ричард отива да посети чичо си, Едмънд Мортумър, който е затворен в лондонската кула. Мортимър разказва на Ричард историята за конфликта на тяхното семейство с това на краля – как те помогнали на Хенри Болингрук да отнеме властта от Ричард Втори, но след това са били захвърлени на втори план; как Хенри Пети наредил да екзекутират бащата на Ричард (Ричард Конъсбърг) и семейството му загубва всичките си земи и богатства. Мортимър също така казва на Ричард, че той самият е законният наследник на трона и когато умре, именно Ричард ще го наследи, не Хенри. Изумен от тези откровения, Ричард решава да отстоява правото си по рождение и се заклева да възстанови херцогството на своето семейство. След смъртта на Мортимър, Ричард представя петицията си пред новокоронования Хенри, който се съгласява да го удостои с титлата Плантагенет, провъсгласявайки Ричард за трети херцог на Йорк. След това Хенри заминава за Франция, придружен от херцозите на Глостър, Ексетър, Уинчестър, Ричард и херцогът на Съмърсет.
Във Франция, в рамките само на няколко часа, французите печелят и губят отново град Руан. След битката, херцогът на Бедфорд умира, и Талбот поема прякото командване на армията. Младият наследник на трона е ужасен от загубата на Руан, но Жана му казва да не се тревожи. След това тя убеждава великия херцог на Бургундия, който се биел за англичаните, да ги предаде и да се присъедини към френските сили. Междувременно, Хенри пристига в Париж и като научава за предателството на херцога на Бургундия, изпраща Талбот да говори с него. Хенри се обръща към Ричард и Съмърсет с молба да загърбят своя конфликт и без да подозира за последствията от своите действия, съвсем символично избира червена роза, която символизира неговите симпатии към Съмърсет и отдалечаването му от Ричард. Преди да се завърне в Англия, в опит да възстанови мира между Съмърсет и Ричард, Хенри поставя Ричард начело на пехотата, а Съмърсет – начело на кавалерията. По същото време Талбот приближава Бордо, но френската армия се разгръща и го залавя в капан. Талбот изпраща молба за подкрепление, но конфликтът между Ричард и Съмърсет довежда до момент на неразбирателство кой ще изпрати подкрепление, като в крайна сметка никой от тях не изпраща, а впоследствие сипят обвинения един срещу друг кой е отговорен за объркването. Английската армия бива разрушена като последствие, а Талбот и синът му – убити.
След битката, виденията на Жана я напускат и тя бива заловена от Ричард, който нарежда тя да бъде изгорена на клада. Междувременно, призован от папа Евгений Четвърти и свещеният римски император Сигизмунд, Хенри настоява за мир. Французите се вслушали в думите на англичаните, според които Чарлз щял да бъде вицекей на Хенри, с неохота се съгласили, но само заради намерението на Чарлз да изпълни обещанието си и да прогони англичаните от земите на Франция. По това време, графът на Съфолк успява да залови една млада френска принцеса, Маргареж Анжу, която той възнамерявал да омъжи за Хенри и така да оказва контрол върху краля, чрез нея. Връщайки се обратно в Англия, той се опитва да накара Хенри да се ожени за Маргарет. Херцогът на Глостър го съветва да не се съгласява на брака, тъй като семейството на Маргарет не е особено богато и този брак не би му носел привилегии от позицията на крал, но Хенри бил омаян от думите на Съфолк за красотата на принцесата, затова и се съгласил да се ожени. Графът на Съфолк се върнал обратно във Франция, за да вземе Маргарет със себе си и да я отведе в Англия, тъй като дълбоко се притеснявал какви са бъдещите планове на херцога на Глостър.

## Теми
Умирането на рицарството
Основна тема в пиесата е умирането на рицарството, „упадъкът на английското владение над Франция и съпровождащото я разпадане на идеята за феодализма, поддържаща идеята за реда на царството“. Това най-вече се проявява в образа на Талбот, символ на една изчезваща „порода“ мъже – почитани и безкористно посветени на благото на Англия, чиито методи и стил на лидерство представят последните останки на вече остарялата феодална галантност.
Патриотизъм
Ръка за ръка с изследването на рицарството, с което е обвързано действието в пиесата, се поставя за разглеждане и въпросът за патриотизма. Всъщност, някои критици твърдят, че патриотизмът е дал тласък на пиесата на първо място.
Святото срещу демоничното
Демони, духове, вещици, светци и Бог – всички се споменават в различни моменти от пиесата, най-често във връзка с образа на Жана, която е представена като очарователна смесица от светец, вещица, наивно момиче, умна жена, дързък войн и др.

## Адаптации
Театрални
Доказателство за първата адаптация на Хенри VI не е открито преди 1817 г., когато Едмънд Кийн се появява в Ричард – херцогът на Йорк в Дж. Х. Меривейл; или Спор за Йорк и Ланкастър на Дръри Лейн, които използвали материали от всички три части на пиесата Хенри VI, но извадили всичко което не се отнася директно до Йорк; пиесата завършва с неговата смърт. Фактите използвани от Хенри VI включват сцена от Темпъл Гардън, Мортимър и представянето на Маргарет.
Филмови
Единствената филмова адаптация на пиесата се появява през 1973 г. като филм на ужасите с наименование Кървава сцена, режисиран от Дъглас Хикокс. Винсънт Прайс участва във филма в ролята на Едуард Лъвското сърце, (само)прозвъзгласен за най-добрия актьор, играл някога шекспирова творба.
Телевизионни
Първата телевизионна адаптация на пиесата е била през 1960 г., когато ВВС продуцира роман в няколко части/сериал, озаглавен Епохата на царете. Продукцията представя епизоди, които са адаптация на всички осем последователни шекспирови исторически пиеси. През 1965 г., ВВС 1 излъчва всички три пиеси от Джон Бартън и Питър Хол Войните на розите – трилогия (Хенри Шести, Възходът на Едуард Четвърти и Ричард Трети) с Дейвид Уорнър в ролята на Хенри и Пеги Ашкрофт в ролята на Маргарет. Пиесите, режисирани за телевизията от Робин Миджли и Майкъл Хейс, са представени повече като обикновени театрални постановки, като основната идея е „да се пресъздаде телевизионна театрална продукция – не само да се наблюдава, но и да се достигне до дълбините на същността ѝ“. Друга телевизионна версия на пиесата е продуцирана от ВВС през 1981 г., за тяхната поредица ВВС Шекспир ТВ епизоди, въпреки че епизодите не са били пуснати в ефир преди 1983 г. Режисирана от Джейн Хауел, пиесата представлява първата част на тетралогията (всички четири адаптации режисирани от Хауел) със свързани роли. В ролята на Хенри е Питър Бенсън, Маргарет се играе от Джулия Фостър, Талбот от Тревър Пийкок, а в ролята на Жана е Бренда Блетън.